# 이종규
이종규(1982년 2월 16일 ~ )는 대한민국의 희극 배우이다.

## 출연작

### 방송
- 《WHY 최고다! 호기심딱지 시즌3》 (EBS1)
- 《연예스테이션》 (ETN)
- 《쇼뮤직탱크》 (kmtv)
- 《웃찾사》 (SBS)
  - 귀염둥이 (2004 ~ 2005)
  - 비밀요원 H.I (2005)
  - 미녀와 HI (2005 ~ 2006)
  - 규규이벤트 (2010)
  - 종규삼촌 (2013.01.19 ~ 2014.01.03)
  - 성호야~ (2014.05.23 ~ 2015.05.24)
  - 피도 눈물도 없이 (2015.04.19 ~ 2015.12.13)
  - 친쿵해 (2016.04.08 ~2016.06.24)
  - 불편한 이야기 (2016.09.21 ~ 2016.10.05)
  - 애들의 세상을 키우자 (2016.11.30 ~ 2017.03.01)
- 《개그투나잇》 (SBS)
  - 햄을 품은 달 (2012.03.17 ~ 2012.05.19)
  - 엄마의 무릎팍 (2012.06.02 ~ 2012.08.18)
  - 쿨한 남친 (2012.06.16 ~ 2012.12.29)
  - 쇼 미더 개그 (2012.09.15 ~ 2012.12.22)
  - 종규삼촌 (2013.01.19 ~ 2013.03.23)
- 《은밀한 유혹 불법 과외》 (ETN)